# Ari Koivunen

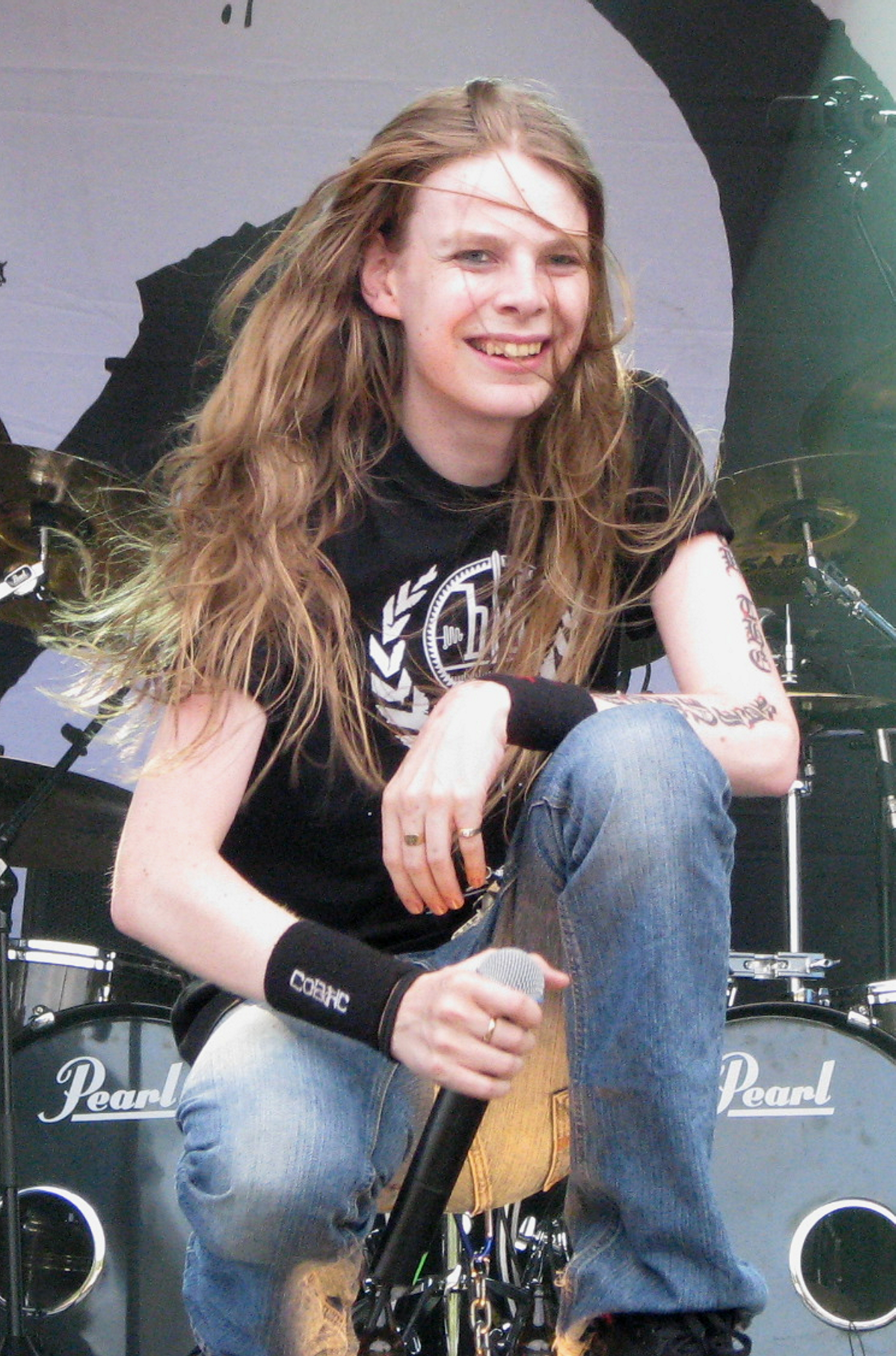
Ari Koivunen 2008

Ari Mikael Koivunen, född 7 juni 1984 i Kouvola i Finland, är en finländsk heavy metal-sångare. Han tog hem segern i Idols Finland 2007.
I februari 2007 tog Koivunen sig till Idols-finalen efter att ha sjungit Billy Joels Piano Man. I den första finalen, 1 mars, framförde Koivunen Deep Purples låt Perfect Strangers. Koivunen tog sig den 8 mars vidare till den tredje omgången efter att ha uppträtt med Iron Maidens The Evil That Men Do. 15 mars framförde Ari Whitesnakes Here I Go Again . Dock började domarna tröttna på Koivunens "enformiga" heavy metal och han blev utsatt för negativ kritik. 22 mars var datumet för den fjärde finalomgången. Två sånger skulle sjungas, stycken av tävlarnas egna idoler. Koivunen sjöng Led Zeppelins Rock and Roll och Stratovarius Hunting High & Low. Åter kritiserades han av domarna men hade publikens stöd. I den femte finalen, 29 mars, återvann Koivunen domarnas respekt då han framförde Broadcasts You Break My Heart . Som andra låt sjöng han den finska hitlåten Sielut Iskee Tulta av heavy metal-bandet Kilpi. Med den kvalificerade Ari Koivunen sig till final.
Finalen arrangerades i Helsingfors ishall den 6 april. Tre sånger samt en specialgjord låt bara för finalen skulle framföras. Koivunen sjöng först Sonata Arcticas Fullmoon  (som han också sjungit under intagningen), därefter (domarnas val) Soundgardens Black Hole Sun  och som tredje sång balladen Still Loving You av  Scorpions. Till sist framförde Ari Koivunen den specialgjorda sången On Top of the World. Koivunen vann hela Idols-tävlingen med 57% av rösterna mot den starka rivalen Anna Abreu.
För Idols-segern fick han 30 000 euro i prispengar, samt ett kontrakt med skivbolaget Sony BMG.

## Band
ARI KOIVUNEN (2007-)
- Ari Koivunen – sång
- Erkka Korhonen – gitarr
- Vili Robert Ollila – synt
- Erkki Silvennoinen – elbas

Tidigare medlemmar
- Luca Gargano – gitarr(2007–2008)
- Mauro Gargano – trummor (2007-2008)

AMORAL (2000-)
- Ari Koivunen – sång (2008-)
- Ben Varon – gitarr
- Silver Ots – gitarr
- Pekka Johansson – elbas
- Juhana Karlsson – trummor

## Diskografi

### Album
| År   | Information | Försäljning och certifieringar |
| ---- | --- | ------------------------------ |
| 2007 | Ari Koivunen Fuel for the Fire - Första studioalbumet - Släppt 30 maj 2007 - Bolag: Sony BMG - Format: CD, Digital nedladdning | 86 000 IFPI: 2xPlatinum        |
| 2008 | Ari Koivunen Becoming - Andra studioalbumet - Släppt 11 juni 2008 - Bolag: Sony BMG - Format: CD, Digital nedladdning          | 32 000 IFPI: Platinum          |
| 2009 | Amoral Show Your Colors - Tredje studioalbumet - Släppt 6 maj 2009 - Bolag: Spinefarm - Format: CD, Digital nedladdning        |                                |

### Singlar
- Song for the Idols winner / On The Top Of The World (6 april 2007)
- Fuel For The Fire / Hear My Call (28 maj 2007)
- Fuel For The Fire / Fuel For The Fire (27 augusti 2007)
- Fuel For The Fire / Angels Are Calling  (2007)
- Becoming / Give Me A Reason (5 maj 2008)
- Becoming / Tears Keep Falling (2008)
- Show Your Colors / Year Of The Suckerpunch (2009)
- Show Your Colors / Gave Up Easy (2009)